# 尼亞尼亞省
尼亞尼亞省（法語：Gnagna）是布基納法索東部大區西北部的一個省，面積8,468平方公里。2006年人口407,739人。首府博岡代。
本區下轄七縣。